# قدير (منظومة رادارية ثلاثية الأبعاد)
رادار قدير: هي منظومة رادارية ثلاثية الأبعاد إيرانية الصنع. من طراز رادارات المصفوفة الممرحلة التي تضم عدداً كبيراً من المرسلات والمستقبلات بصورة رباعية الأوجه ومن دون الدوران والحركة الميكانيكية وتغطي كل الزوايا أي 360 درجة ويبلغ مداها 1100 كيلومتر. صُنِعَت هذه المنظومة في مركز جهاد الإكتفاء الذاتي للقوة الجوفضائية التابعة للحرس الثوري الإيراني. ولهذه المنظومة القدرة على كشف مختلف أنواع الطائرات الخفية (الشبحية) والقدرة على مواجهة الحرب الإلكترونية وانخفاض الكلفة والإنتاج الوطني ويتم تشغيلها من قبل 3 أفراد فقط. كشفت جمهورية إيران عن هذه المنظومة الرادارية من قِبَل الحرس الثوري الإيراني عام 2014م، وتم لغاية عام 2020م نصب وتدشين أكثر من 8 وحدات منها في مختلف أنحاء جمهورية إيران. وبحسب وكالة أنباء فارس الإيرانية، فإن رادار قدير الذي صُنِعَ لصالح شبكة الدفاع الجوي الراداري في إيران من شأنه أن يسبب مشكلة بالنسبة للطائرات الأمريكية من نوع الشبح (RQ-170 أو Stealth aircraft)، المعروفة بقدرتها على التخفي. يُذكَر أن معظم الرادارات المصنعة في جمهورية إيران تشمل أنواع رادارات كشف ورصد الأهداف الجوية لكن هناك رادارات أخرى صُنِعَت في داخل البلاد لمراقبة الحدود المائية والبرية وكشف وتعقب الأهداف البرية مثل العربات وحتى الأشخاص. ووفقاً لوكالة أنباء فارس الإيرانية، فإن الجمهورية الإسلامية الإيرانية بلغت مرحلة الإكتفاء الذاتي في إنتاج الرادارات الكاشفة عن الطائرات الخفية والقدرة على مواجهة الحرب الإلكترونية وتأتي في المرتبة العاشرة ضمن الدول العشرين الرئيسة في العالم في مجال إنتاج الرادارات.

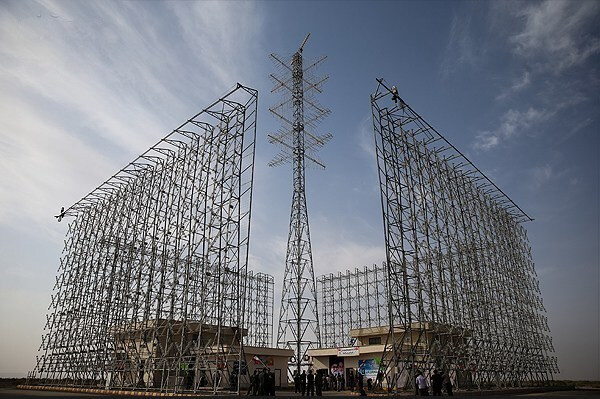
رادار قدير ثلاثي الأبعاد للإنذار المبكر عام 2014م

## الإعلان الرسمي
في عام 2014م أعلنت جمهورية إيران عن منظومة الرادار المرحلي الإيراني قدير فائق التطور والذي يكتشف الأهداف على بعد 1100 كيلومتر وذلك خلال مراسم حضرها قائد مقر الدفاع الجوي الإيراني العميد فرزاد إسماعيلي وعدد من كبار قادة القوات المسلحة الإيرانية. وأشارت وكالة فارس الإيرانية إلى أن المنظومة الرادارية قدير قابلة للإستخدام في جميع الظروف المناخية وهي مقاومة أمام الحرب الإلكترونية وقد تم نصبها في مختلف أنحاء البلاد ويمكن نقل معلوماتها إلى جميع مناطق البلاد.

## نبذة مختصرة
كشف رادار قدير المتطور والمتعدد الأغراض وجود قدرة تكنولوجية عسكرية من الطراز الأول لدى جمهورية إيران. وهذا الرادار عالي القدرة التابع للحرس الثوري الإيراني، يُستَخدَم للكشف عن الأهداف على بعد 1100 كيلومتر وبارتفاع 300 كيلومتر من قبيل الطائرات المتخفية والطائرات بدون طيار وصواريخ كروز والصواريخ الباليستية وكذلك الأقمار الاصطناعية في المدارات المنخفضة. وتَستَخدِم هذه المنظومة نظام تركيز الذبذبات، ولها أكثر من 100 هوائي بإمكانها الدوران دورة كاملة اي 360 درجة، وتملك قابلية الإستخدام في جميع الظروف المناخية وفي أجواء الحرب الإلكترونية، وقد تم نصبها في مختلف أنحاء البلاد، ويمكن نقل معلوماتها إلى جميع مناطق البلاد. وهذه المنضومة قادرة على الكشف عن الأهداف الجوية المعادية في عمق أراضي العدو، وقبل وصولها إلى حدود جمهورية إيران. وان إحتمال الكشف عن منظومة قدير وتدميرها من قِبَل الصواريخ المستهدِفة للرادارات ضئيل جداً. كما قامت جمهورية إيران بصنع ونصب رادارات (شهاب وثامن)، التي تحظى بخصائص مماثلة للرادار قدير.

## مميزات الرادار
إن المنظومة الرادارية قدير، تم تصميمها وتصنيعها لكشف الأهداف الجوية والطائرات الشبحیة وصواريخ كروز والصواريخ البالستية وكذلك الأقمار الصناعية في المدارات المنخفضة (ليو). وتُعَد هذه المنظومة الرادارية من طراز الرادارات المصفوفة الممرحلة التي تضم عدداً كبيراً من المرسلات والمستقبلات بصورة رباعية الأوجه، ومن دون الدوران والحركة الميكانيكية، وتغطي كل الزوايا، أي 360 درجة ويبلغ مداها أكثر من 1000 كم. كما وتمتاز منظومة قدير الرادارية أيضاً بإمكانية رصد وكشف الصواريخ والأقمار الصناعية، والطائرات المعادية ومنها طائرات استيلر الأميركية.

## إختبار الرادار
اختبرت جمهورية إيران مجموعة من راداراتها الوطنية خلال مناورات الدفاع الجوي (المدافعون عن سماء الولاية 99)، التي إنطلقت يوم الأربعاء 21 تشرين الأول/ أكتوبر 2020م. وقد نجحت رادارات (قدير ومراقب وبشير) إيرانية الصنع، في إكتشاف وتحديد أهداف مختلفة في منطقة المناورات العامة. وبهذا النجاح دخلت الجمهورية الإسلامية نادي صناعة الرادارات البعيدة المدى. وبحسب وكالة الأنباء الإيرانية (إرنا)، ففي المرحلة الرئيسية من مناورات الدفاع الجوي "المدافعون عن سماء الولاية 99"، تمكنت رادارات قدير ومراقب وبشير لقوات الدفاع الجوي التابعة للجيش والقوات الجوية للحرس الثوري، من الكشف والتحديد الناجح للأهداف المحلقة فوق المنطقة العامة للمناورات، بما في ذلك الطائرات والمسيرات التابعة للقوات الجوية للجيش والقوات الجوية لحرس الثورة والتي حلقت في منطقة المناورات من قواعد مختلفة، وقدمت معلومات عن أهداف الطيران المكتشفة إلى شبكة الدفاع الجوي في البلاد. يُذكَر أن منظومات قدير ومراقب وبشير الرادارية تم تصنيعها من قِبَل المتخصصين والعلماء من كوادر جهاد الإكتفاء الذاتي التابع لحرس الثورة، حيث تتميز هذه المنظومات بتقنية متطورة متاحة لعدد محدود من البلدان.

## نماذج أخرى
2015م
في عام 2015م دشن الحرس الثوري الإيراني نظام رادار جديد من طراز (قدير) طويل المدى مصنوع محلياً على مقربة من الحدود العراقية في إشارة إلى تعزيز الدفاعات الجوية في الوقت الذي تخوض فيه طهران ما قد تكون الأيام الأخيرة من المفاوضات النووية مع القوى الدولية. وشارك في مراسم التدشين قائد مقر خاتم الأنبياء للدفاع الجوي العميد فرزاد اسماعيلي بالإضافة إلى عدد من قادة القوات المسلحة الإيرانية. وقال الجنرال فرزاد إسماعيلي، إنه تم نشر نظام الرادار في مدينة الأهواز، بإقليم خوزستان الجنوبي الغربي على مقربة من الحدود العراقية. وأضاف اسماعيلي إن هذه المنظومة صُنِعَت بتكلفة مالية أقل من نظيراتها الأجنبية بخمسة أضعاف، وأن رصد هذه المنظومة من أنظمة خصوم إيران يُعتبَر أمر صعب للغاية. وأعلنت جمهورية إيران أن نظام الرادار الجديد الذي يحمل اسم قدير مصمم ومصنع محلياً بالكامل، ويمكنه رصد طائرة على بعد 600 كيلومتر وصاروخ باليستي على بعد 1100 كيلومتر.
2020م
جرت صباح يوم الثلاثاء 6 تشرين الأول/ أكتوبر 2020م مراسم ضم وحدتين من المنظومة الرادارية بعيدة المدى قدير، لشبكة الدفاع الجوي في جمهورية إيران في محافظتي يزد (وسط) وكرمان (جنوب شرق). وحضر مراسم ضم هاتين الوحدتين الراداريتين المصنعتين من قِبَل القوة الجوفضائية للحرس الثوري الإيراني، القائد العام للجيش الإيراني قائد مقر خاتم الأنبياء (ص) للدفاع الجوي اللواء عبد الرحيم موسوي وقائد القوة الجوفضائية العميد امير علي حاجي زادة. وفي تصريح أدلى به خلال المراسم التي جرت في محافظة يزد، أعتبر العميد حاجي زادة إن إنخفاض نفقات التصنيع والصيانة من ضمن الخصائص المميزة للوحدتين الراداريتين المصنعتين من قِبَل القوة الجوفضائية للحرس الثوري. وأضاف: ان هذه الرادارات قادرة على الكشف عن الأشياء الطائرة الخفية حتى مدى 350 كم، وبإمكانها كشف واعتراض الطائرات الخفية وسائر الأهداف حتى مدى أكثر من 1000 كم، حيث تم تدشين وحدتين منها يوم الثلاثاء 6 تشرين الأول/ أكتوبر 2020م في محافظتي يزد (وسط) وكرمان (جنوب شرقي البلاد).

## ردود أفعال
إيران
القائد العام للجيش الإيراني:
أكد القائد العام لجيش الجمهورية الإسلامية الإيرانية اللواء عبدالرحيم موسوي بمناسبة ضم وحدتين من المنظومة الرادارية بعيدة المدى قدير، لشبكة الدفاع الجوي في جمهورية إيران يوم الثلاثاء 6 تشرين الأول/ أكتوبر 2020م. بأن الرادار بعيد المدى قدير، يؤدي دوراً مهماً في رفع مستوى قدرات البلاد الدفاعية والهجومية وتحقيق منجزات كبرى في هذا المجال. وفي تصريحه خلال هذه المراسم أشار إلى أهمية المنجزات العسكرية للبلاد وأضاف: أنه ومع تدشين مثل هذه الرادارات ستتعزز قدرة الكشف والسيطرة لدى الدفاع الجوي في جميع أجواء البلاد.
قائد القوة الجوفضائية:
اعتبر العميد أمير علي حاجي زادة قائد القوة الجوفضائية في تصريحات بمناسبة ضم وحدتين من المنظومة الرادارية بعيدة المدى قدير، لشبكة الدفاع الجوي في جمهورية إيران يوم الثلاثاء 6 تشرين الأول/ أكتوبر 2020م. أن التغطية الرادارية التركیبية بين رادارات القوة الجوفضائية للحرس الثوري وجيش الجمهورية الإسلامية الإيرانية من المنجزات العسكرية الكبرى للبلاد واضاف: ان كانت هنالك 20 دولة قادرة على صنع الرادارات في العالم فإن الجمهورية الإسلامية الإيرانية تُعَد ضمن الدول العشر الأولى منها بالتأكيد. وأوضح العميد حاجي زادة بأنه سيتم في غضون الأشهر الثلاثة القادمة تدشين رادار آخر في جابهار بمحافظة سيستان وبلوجستان (جنوب شرق) ليرتفع بذلك عدد رادارات البلاد من هذا الطراز إلى 8 رادارات.
قائد القوات الجوية في الحرس الثوري الإيراني:
نقلت وكالة فارس للأنباء عن الجنرال فرزاد إسماعيلي قائد القوات الجوية في الحرس الثوري الإيراني عام 2015م، بمناسبة الكشف عن نموذج جديد ومتطور من رادار قدير، قوله في تصريحات تشير إلى أن الرادار يمكنه أيضاً رصد الطائرات الصغيرة بلا طيار، ورصد وتعقب المركبات الجوية الدقيقة، وهذه هي إحدى صفات نظام رادار قدير.
 إسرائيل
صحيفة Israel Defense:
أشارت صحيفة (Israel Defense) العسكرية الاسرائيلية في تقرير لها في حينه إلى المناورات الصاروخية الإيرانية، وأعلنت أن التقدم التكنولوجي والعسكري الإيراني يفوق تصور الدول الغربية. وكتبت هذه الصحيفة العسكرية: لقد أتضح أن الصناعة العسكرية الايرانية تفوق تكهنات الغرب. ان ما عرضه الإيرانيون للمرة الأولى في شأن الرادار متعدد الأغراض المتطور جداً (قدير)، يثبت وجود قوة تكنولوجية مؤثرة من الدرجة الأولى لدى إيران.

## طالع ايضاً
- رادار
- رادار القياس والتوقيع المخابراتي
- رادار قياس الأرض
- رادار الطقس
- رادار دوبلر
- رادار الموجة المتصلة
- رادار سلبي
- رادار الفتحة التركيبية
- رادار AN-43
- رادار AN-117
- رادار سرعة أرضي

## وصلات خارجية
- "أساسيات الرادار". مؤرشف من الأصل في 2023-04-04.
- "أرشيف من تاريخ الرادار". مؤرشف من الأصل في 2022-08-18.
- "كتب إلكترونية تعليمية عن الموجات الراديوية". مؤرشف من الأصل في 2013-09-27. اطلع عليه بتاريخ 2024-02-15.
- "تاريخ الرادار" (PDF). مؤرشف من الأصل في 2019-06-10. اطلع عليه بتاريخ 2024-02-15.{{استشهاد ويب}}:  صيانة الاستشهاد: BOT: original URL status unknown (link)
- "تعريف تقنية الرادار". مؤرشف من الأصل في 2008-06-21.
- "كتاب مبادئ الرادار، كتاب منهجي باللعة العربية". مؤرشف من الأصل في 2021-11-09.، تأليف د. مؤتمن ميرغني